# Passos
Passos város Brazíliában, Minas Gerais államban. Lakosainak száma 111 939 fő (2022). Passos Delfinópolis, Alpinópolis, Bom Jesus da Penha, Jacuí, Cássia, Fortaleza de Minas, Itaú de Minas és São João Batista do Glória községekkel határos.

## Népesség
A település népességének változása:
| Lakosok száma | 97 211 | 106 290 | 115 337 | 115 970 | 111 939 |
|               | 2000   | 2010    | 2020    | 2021    | 2022    |

## Közlekedés

### Repülés
A repülőtér a várostól 5 km-re található, az MG 050-es autópálya mellett, Passos/Itaú de Minas irányába. Napközbeni repülésekre alkalmas kis és közepes méretű repülőgépek számára. A kifutópálya aszfaltozott, mérete 1500 m x 30 m. Van egy indulási váróterem és egyéb, szerény felszereltségű létesítmények.

## Híres személyek
- Lucas Marques - labdarúgó
- Ricardo Alexandre dos Santos - labdarúgó